# اینترلوکین ۳

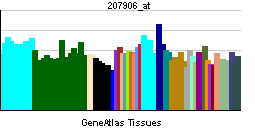
این تصویر، الگوی بیان ژن IL3 را نشان می‌دهد که تولید اینترلوکین 3 (IL-3)، سایتوکاین کلیدی در تمایز و تکثیر سلول‌های خونی و پاسخ‌های ایمنی، را مشخص می‌کند.

اینترلوکین ۳ (انگلیسی: Interleukin 3) یکی از اینترلوکینهای مهم بدن است که از گلبولهای سفید ترشح می‌شود و در پاسخهای التهابی و ایمنی نقش دارد. اینترلوکین سه از سلولهای لنفوسیت تی کمک‌کننده، ائوزینوفیل، ماست سل و سلول کشنده طبیعی ترشح می‌شود و بر سلولهای پیش‌ساز خونی و ماست سل مؤثر است. اصلیترین کارکرد این سایتوکین تمایز و تولید سریعتر گویچه سرخ و گرانولوسیت و رهاشدن هیستامین است.